# Roland Dalhäuser
Roland Dalhäuser (Birsfelden, 12 april 1958) is een voormalige Zwitserse atleet, die was gespecialiseerd in het hoogspringen. Hij werd in 1981 Europees indoorkampioen en werd in datzelfde jaar verkozen tot Zwitsers Sportman van het Jaar. Hij heeft het Zwitserse out- en indoorrecord hoogspringen in bezit.

## Loopbaan
Op de Olympische Spelen van Moskou in 1980 behaalde Dalhäuser in de finale een vijfde plaats met 2,24 m. De finale werd gewonnen door de Oost-Duitser Gerd Wessig, die met 2,36 een wereldrecord sprong.
Dalhäuser studeerde werktuigbouwkunde en ontwikkelde zich later in de commercie. Momenteel is hij manager van een bejaarde- en verpleegtehuis. Dälhäuser is getrouwd met Sonja en ze hebben drie volwassen kinderen.

## Titels
- Europees indoorkampioen hoogspringen - 1981
- Zwitsers kampioen hoogspringen - 1979, 1980, 1982, 1983, 1984, 1985, 1986, 1987, 1988
- Zwitsers indoorkampioen hoogspringen - 1982, 1984, 1986, 1987

## Persoonlijke records
| Onderdeel              | Prestatie          | Datum        | Plaats    |
| ---------------------- | ------------------ | ------------ | --------- |
| hoogspringen (indoor)  | 2,32 m (nat. rec.) | 6 maart 1982 | Milaan    |
| hoogspringen (outdoor) | 2,31 m (nat. rec.) | 7 juni 1981  | Eberstadt |

## Palmares

### hoogspringen
- 1980: 5e OS - 2,24 m
- 1980: 8e EK indoor - 2,26 m
- 1981:  EK indoor - 2,28 m
- 1982:  EK indoor - 2,32 m
- 1984:  EK indoor - 2,30 m
- 1987: 5e WK indoor - 2,32 m
- 1987: 5e EK indoor - 2,30 m

## Onderscheidingen
- Zwitsers Sportman van het jaar - 1981